# Scala Rio
Scala Rio foi uma casa de espetáculos localizada no bairro do Leblon, na cidade e estado do Rio de Janeiro, no Brasil. Funciona atualmente no subsolo de um edifício comercial da Avenida 13 de Maio, no Centro, em frente ao Teatro Municipal.
Com uma tradição de 28 anos de bailes, oferecia festas temáticas todos os dias do Carnaval do Rio de Janeiro. Nas noites de terça-feira de Carnaval, a casa recebia o tradicional Gala Gay (renomeado como "Scala Gay"), baile GLS, que encerrava as comemorações carnavalescas na cidade.
Ao longo dos anos recebeu vários eventos como bailes carnavelescos, formaturas, festas e shows. Entre eles destacou-se, por exemplo, o show da cantora Anahí, durante a 1ª etapa da Mi Delirio World Tour (MDWT).
A casa, cuja razão social era Churrascaria Santos Anjos, teve as actividades encerradas em 2010, por decisão da 4ª Vara de Fazenda Pública em ação proposta desde agosto de 2001. O imóvel pertencia ao patrimônio da Rio Previdência e estava cedido ao empresário espanhol Chico Recarey, que mantinha dívidas para com o estado do Rio de Janeiro. Após a devolução do imóvel, planejava-se o leilão do mesmo pelo governo estadual.

Mesmo somando uma dívida de R$ 17 milhões referente a ocupação irregular do antigo imóvel, 2 dias após a desapropriação, os donos do Scala fecharam negócio em um novo espaço, localizado na Avenida 13 de Maio, no Centro da cidade, no mesmo local onde funcionou a boate GLS "The Place". A área total é de 3 mil metros quadrados, divididos em três ambientes para 2 mil pessoas. Um dos salões, decorado em mármore italiano e lustres tchecos, será para apresentações de shows e atrações internacionais. A assessoria informou que o novo local reunirá um público diversificado em seus shows, peças teatrais, festas badaladas, eventos empresarias e particulares, e nos tradicionais bailes de carnaval que marcaram a época de ouro do Centro.